# 1914년 미국 상원의원 선거
1914년 미국 상원의원 선거는 1914년 11월 3일에 1914년 미국 하원의원 선거와 같이 치러졌다. 민주당은 4석을 추가하여 56석을 차지하여서 원내 과반을 유지하였다.
한편 공화당은 3석의 상원의석을 잃어서 43석에서 40석으로 줄어들어서 원내 과반에 미치지 못하였다.

## 선거 결과
| 정당   | 의석 수 |
| ------ | ------- |
| 민주당 | 56석    |
| 공화당 | 40석    |